# Balocha xantho
Balocha xantho är en insektsart som beskrevs av George Willis Kirkaldy 1907. Balocha xantho ingår i släktet Balocha och familjen dvärgstritar. Inga underarter finns listade i Catalogue of Life.